# Manduca chionanthi
Manduca chionanthi är en fjärilsart som beskrevs av Abboth och Smith 1797. Manduca chionanthi ingår i släktet Manduca och familjen svärmare. Inga underarter finns listade i Catalogue of Life.